# CM-2021
La CM-2021 es una carretera autonómica de segundo orden de la provincia de Guadalajara (España) que transcurre entre Cifuentes y Saelices de la Sal. Pertenece a la Red de Carreteras de la Junta de Comunidades de Castilla-La Mancha.